# Windmill Lane Studios

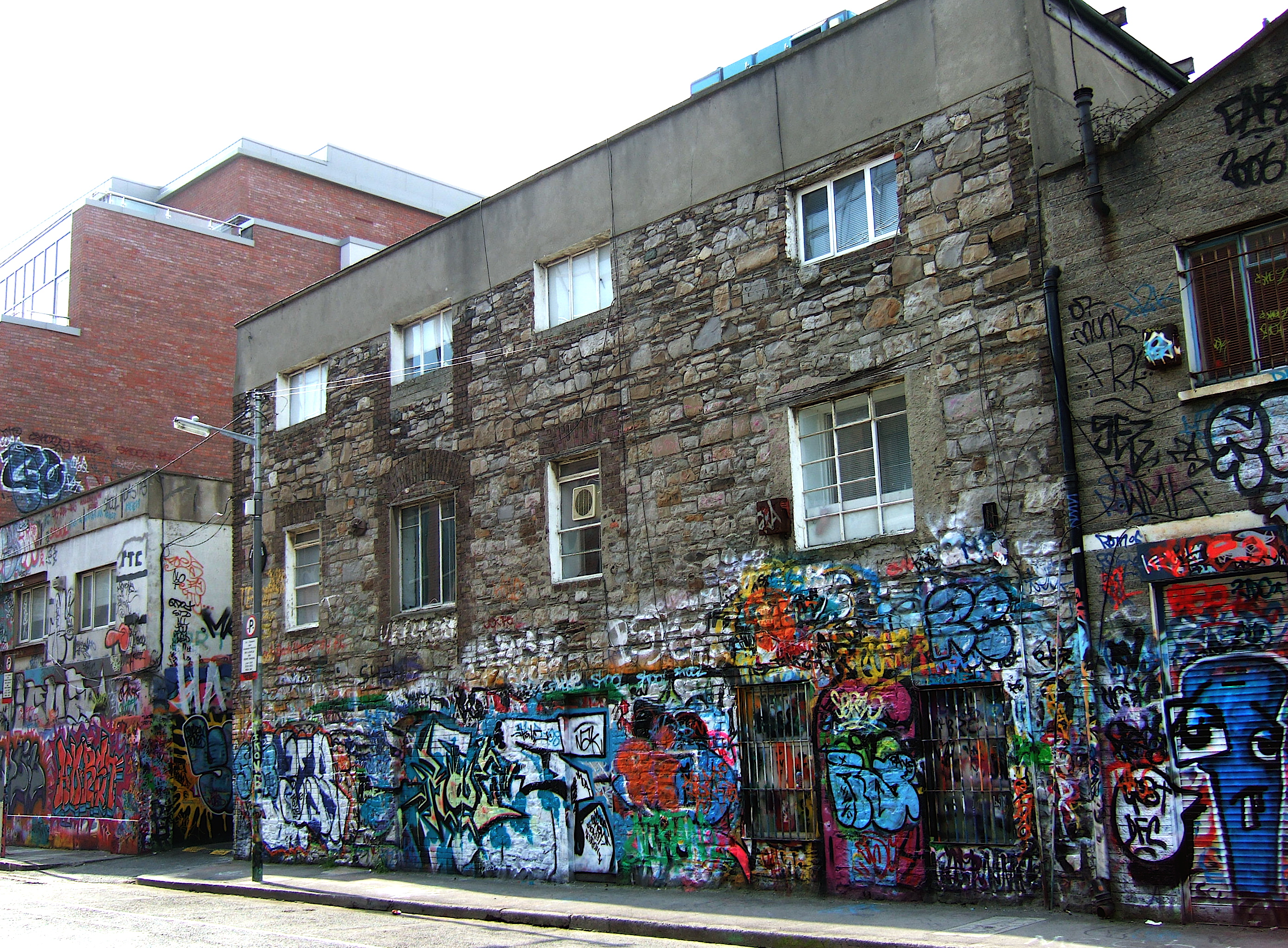
Die alten Windmill Lane Studios in Dublin, Windmill Lane

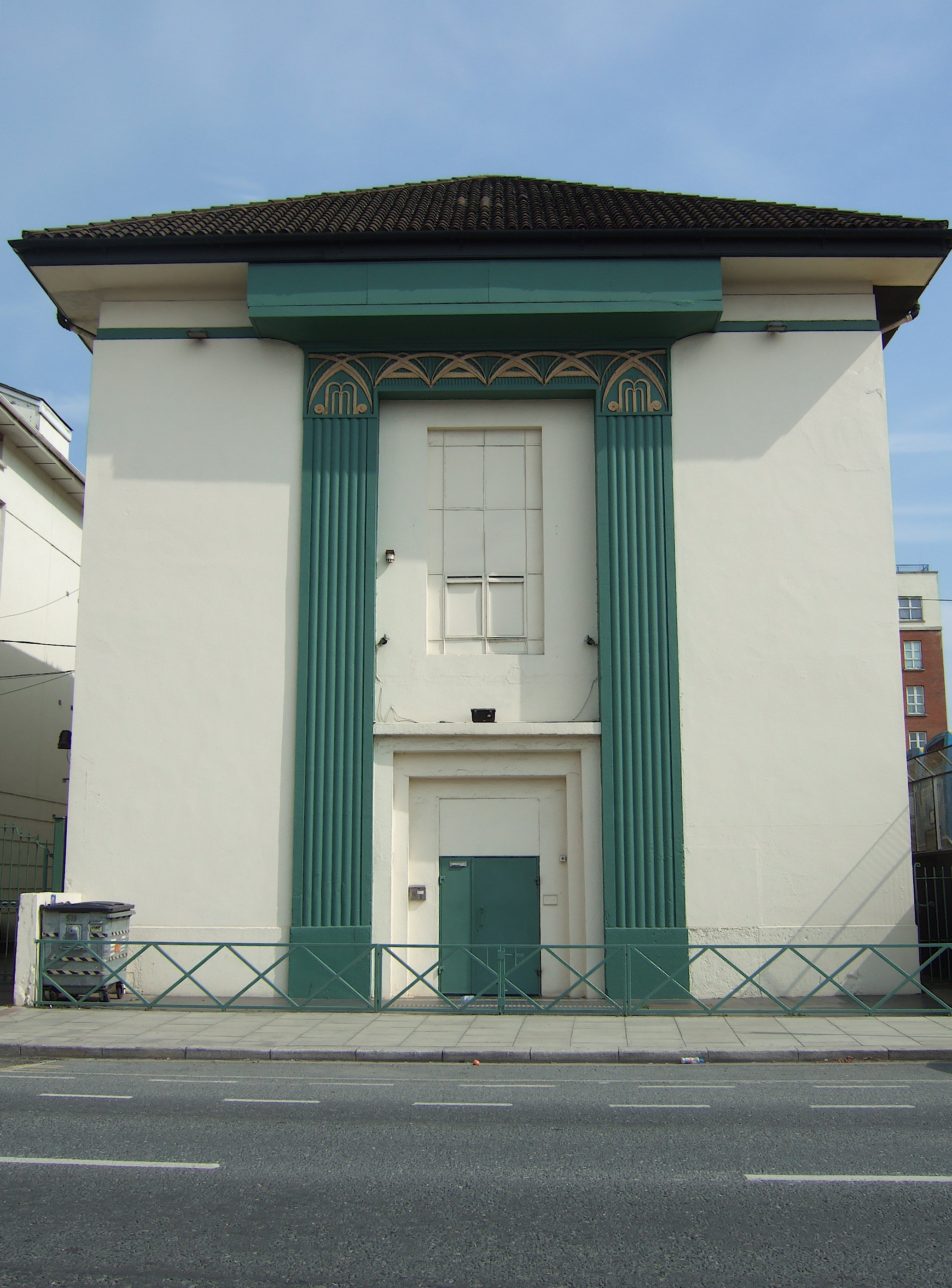
Die neuen Windmill Lane Studios in Dublin, Ringsend Road

Die Windmill Lane Studios sind ein Tonstudio in Dublin, Irland. Das Studio wurde im Jahre 1978 von Brian Masterson eröffnet, der Geschäftsführer und leitender Toningenieur des Studios ist. Bekannt wurde es durch die Plattenaufnahmen der Künstler U2, Van Morrison, Sinéad O’Connor und Elvis Costello.
Die Windmill Lane Studios befinden sich seit 1989 nicht mehr im Gebäude in der Windmill Lane, auch wenn das Studio den Namen behalten hat. Sie befinden sich heute einige Straßenzüge weiter in der Ringsend Road in den Räumen der vormaligen „Ringsend Studios“.
Das ursprüngliche Studiogebäude an der Dubliner Windmill Lane (53° 20′ 44.9″ N, 6° 14′ 44.7″ W) ist heute Sitz der Firmen Windmill Lane Pictures (ein Video-Post-Production-Unternehmen), Number 4 (ein Audio-Post-Production-Studio), Trend Studios (eine Firma für Audio-Mastering) sowie eine Reihe anderer kleiner Unternehmen, die jedoch alle nichts mit dem Windmill-Lane-Studio zu tun haben.

## Bekannte Aufnahmen
- Boy (1980) von U2
- Just Supposin’ (1980) von Status Quo
- October (1981) von U2
- Never Too Late (1981) von Status Quo
- War (1983) von U2
- The Unforgettable Fire (1984) von U2
- Hounds of Love (1985) von Kate Bush
- The Joshua Tree (1987) von U2
- Hysteria (1987) von Def Leppard
- Irish Heartbeat (1988) von Van Morrison
- Fisherman’s Blues (1988) von den Waterboys
- Spike (1989) von Elvis Costello
- Achtung Baby (1991) von U2
- Zooropa (1993) von U2
- No Need to Argue (1994) von den Cranberries
- Zombie (1994) ebenfalls von den Cranberries
- Voodoo Lounge (1994) von den Rolling Stones
- Good News from the Next World (1995) von Simple Minds
- Days Like This von Van Morrison
- To the Faithful Departed (1996) von den Cranberries
- Golden Heart (1996) von Mark Knopfler
- All This Useless Beauty (1996) von Elvis Costello
- Pop (1997) von U2
- The Healing Game (1997) von Van Morrison
- In Blue (2000) von den Corrs
- All That You Can’t Leave Behind (2000) von U2
- Magic Time (2005) von Van Morrison
- Pay the Devil (2006) von Van Morrison